# Pachira
Pachira é um género botânico pertencente à família Malvaceae.

## Espécies
O género Pachira inclui as seguintes espécies aceites:
- Pachira amazonica (A.Robyns) W.S.Alverson
- Pachira aquatica Aubl.
- Pachira aracamuniana (Steyerm.) W.S.Alverson
- Pachira brevipes (A.Robyns) W.S.Alverson
- Pachira calophylla (K.Schum.) Fern.Alonso
- Pachira coriacea (Mart.) W.S.Alverson
- Pachira cowanii (A.Robyns) W.S.Alverson
- Pachira cubensis (A.Robyns) Fern.Alonso
- Pachira duckei (A.Robyns) Fern.Alonso
- Pachira dugandeana (A.Robyns) Fern.Alonso
- Pachira emarginata A.Rich.
- Pachira faroensis (Ducke) W.S.Alverson
- Pachira flaviflora (Pulle) Fern.Alonso
- Pachira fuscolepidota (Steyerm.) W.S.Alverson
- Pachira glabra Pasq.
- Pachira gracilis (A.Robyns) W.S.Alverson
- Pachira humilis Spruce ex Decne.
- Pachira insignis (Sw.) Savigny
- Pachira liesneri (Steyerm.) W.S.Alverson
- Pachira longiflora (Mart. & Zucc.) Decne.
- Pachira macrocalyx (Ducke) Fern.Alonso
- Pachira mawarinumae (Steyerm.) W.S.Alverson
- Pachira minor (Sims) Hemsl.
- Pachira nervosa (Uittien) Fern.Alonso
- Pachira nitida Kunth
- Pachira nukakica Fern.Alonso
- Pachira obovata (A.Robyns) W.S.Alverson
- Pachira orinocensis (A.Robyns) W.S.Alverson
- Pachira paraensis (Ducke) W.S.Alverson
- Pachira patinoi (Dugand & A.Robyns) Fern.Alonso
- Pachira pseudofaroensis (A.Robyns) W.S.Alverson
- Pachira pulchra Planch. & Linden ex Triana & Planch.
- Pachira quinata (Jacq.) W.S.Alverson
- Pachira retusa (Mart.) Fern.Alonso
- Pachira robynsii (Steyerm. & W.D.Stevens) W.S.Alverson
- Pachira rupicola (A.Robyns) W.S.Alverson
- Pachira rurrenabaqueana (Rusby) Fern.Alonso
- Pachira sessilis Benth.
- Pachira sordida (R.E.Schult.) W.S.Alverson
- Pachira speciosa Triana & Planch.
- Pachira stenopetala Casar.
- Pachira subandina (Dugand) Fern.Alonso
- Pachira tepuiensis (Steyerm.) W.S.Alverson
- Pachira tocantina (Ducke) Fern.Alonso
- Pachira trinitensis Urb.
- Pachira yapacanae Steyerm. ex W.S.Alverson

Muitas das espécies aceites dentro deste género foram reclassificadas, ou contêm sinónimos, de diversos outros géneros pertencentes à família Malvaceae, tais como Pochota, Rhodagnaphalopsis e Bombacopsis.